# ونیر

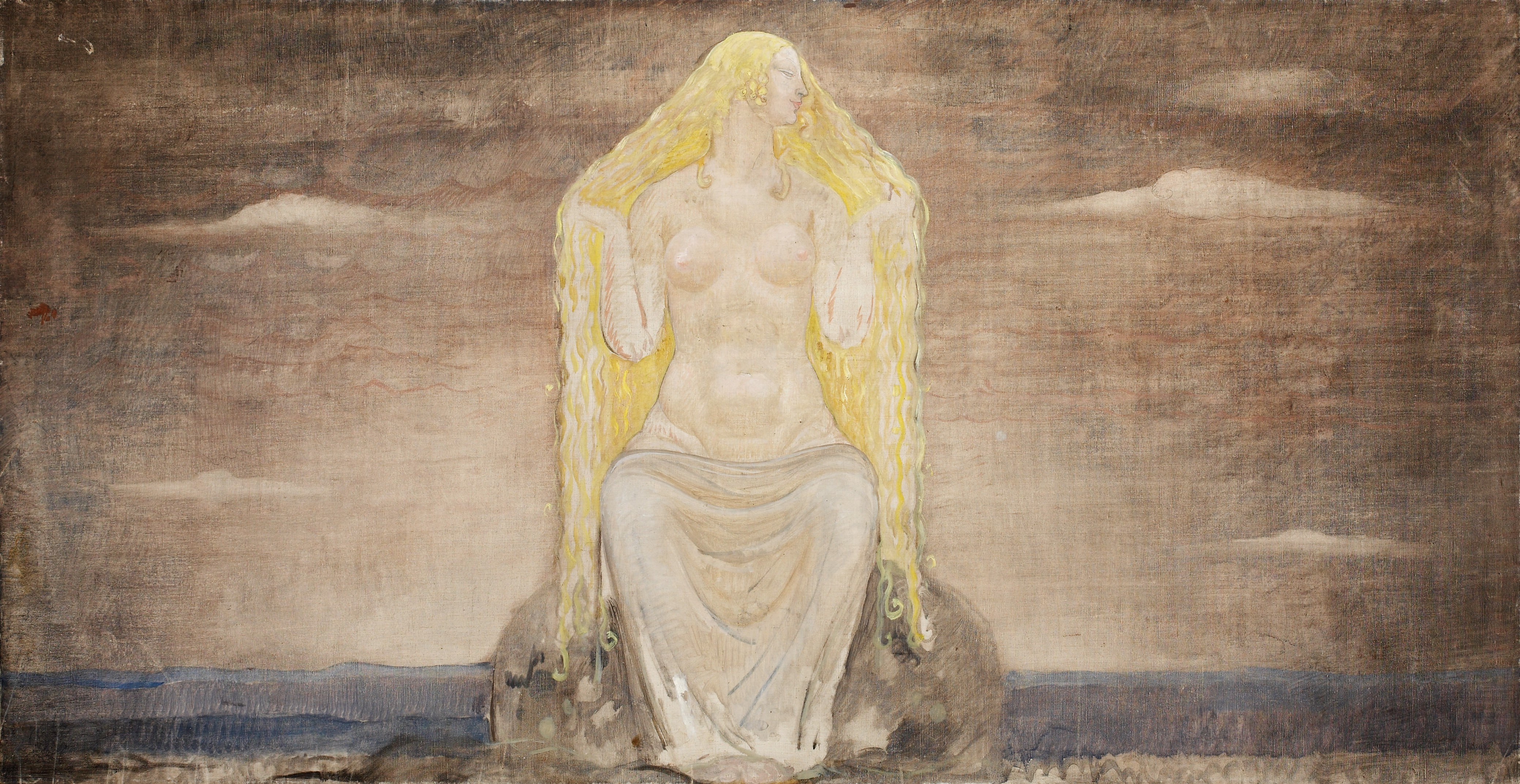
فریا یکی از ونیرها، اثر جان باور (۱۸۸۲-۱۹۱۸)

ونیر یا وانیر در اساطیر اسکاندیناوی، یکی از دو گروه خدایان هستند که در واناهایم زندگی می‌کنند (گروه دیگر، آسیرها هستند که در آسگارد زندگی می‌کنند). ونیرها ایزدان و ایزدبانوان باروری، حاصلخیزی و خرد هستند که می‌توانند آینده را پیشگویی کنند. نام دنیای واناهایم از نام اینان گرفته شده‌است. آن‌ها به عنوان آورندهٔ سلامتی، جوانی، باروری، بخت و ثروت و استادان سحر و جادو در نظر گرفته می‌شدند. ازجمله برجسته‌ترین ونیرها می‌توان به فریا، فریر و نیورد اشاره کرد.
پس از جنگ آسیر و ونیر، که بین آسیرها و ونیرها به وقوع پیوست، ونیرها به آسیرها ملحق شدند و حتی در بسیاری مواقع آن‌ها را با آسیرها یکی می‌پنداشتند. در تفسیرات بیان شده، برای اطمینان از برقراری این صلح گروگان‌هایی در میان خود داد و ستد کردند. ونیرها بلندآوازه‌ترین ایزدان خود شامل نیورد و فرزندانش ( فریا و فریر ) را ارسال کردند و در مقابل آسیرها هونیر، مردی بلندقامت و خوشرو را به همراه میمیر، خردمندترین مرد در میان آسیرها را فرستادند.